# Elezioni generali in Botswana del 2019
Le elezioni generali in Botswana del 2019 si sono tenute il 23 ottobre per il rinnovo dell'Assemblea nazionale.

## Risultati
| Liste | Voti    | %     | Seggi |
| --- | ------- | ----- | ----- |
| Partito Democratico del Botswana | 405.719 | 52,77 | 38    |
| Ombrello per il Cambiamento Democratico - Fronte Nazionale del Botswana - Partito Popolare del Botswana - Partito del Congresso del Botswana | 279.594 | 36,37 | 15    |
| Alleanza per i Progressisti | 36.482  | 4,75  | 1     |
| Fronte Patriottico del Botswana | 32.797  | 4,27  | 3     |
| Movimento per la Democrazia del Botswana | 2.219   | 0,29  | -     |
| Partito dell'Alternativa Reale | 145     | 0,02  | -     |
| Indipendenti | 11.860  | 1,54  | -     |
| Totale | 768.816 |       | 57    |